# Traian, Teleorman
Traian là một xã thuộc hạt Teleorman, România. Dân số thời điểm năm 2002 là 2236 người.